# Crawford County, Arkansas
Crawford County är ett administrativt område i delstaten Arkansas i USA. År 2010 hade countyt 61 948 invånare. Den administrativa huvudorten (county seat) är Van Buren. 

## Geografi
Enligt United States Census Bureau har countyt en total area på 1 565 km². 1 542 km² av den arean är land och 23 km² är vatten. 

### Angränsande countyn
- Washington County - nord
- Madison County - nordöst
- Franklin County - öst
- Sebastian County - syd
- Le Flore County, Oklahoma - sydväst
- Sequoyah County, Oklahoma - väst
- Adair County, Oklahoma - nordväst